# Энох, Альфред
А́льфред Лью́ис Э́нох (англ. Alfred Lewis Enoch; 2 декабря 1988, Вестминстер, Лондон, Англия) — английский актёр.

## Биография
Энох родился 2 декабря 1988 года в Вестминстерском районе Лондона в семье Этелин Маргарет Льюис, барбадосско-бразильского врача, и актёра Уильяма Расселла. У него есть сводные братья и сестры от предыдущего брака отца. У Альфреда двойное британское и бразильское гражданство.
Когда ему было около двух-трёх лет, Энох проживал на юге Франции со своими родителями. Обучался в исторической государственной школе в Вестминстере, а также окончил Королевский колледж в Оксфорде со степенью бакалавра искусств в области современных языков.
Альфред свободно говорит на четырёх языках (на английском, французском, португальском, и испанском).

## Карьера
В 2001 году получил роль Дина Томаса в фильме «Гарри Поттер и философский камень». Альфред появился в семи из восьми фильмов о Гарри Поттере, а также озвучивал своего персонажа в видеоиграх.
После фильмов о Гарри Поттере Энох появился в нескольких пьесах по всему Лондону, включая «Кориолан», «Тимон Афинский», «Антигона», «С Новым годом».
В 2014 году он сыграл Бейнбриджа, в сериале «Шерлок» в эпизоде «Знак трёх». В том же году Энох начал сниматься в роли Уэса Гиббинса в телесериале «Как избежать наказания за убийство».
В 2016 году Энох сыграл Эдгара/Бедного Тома в постановке «Король Лир», за что он получил много похвал за свою характеристику и физическую форму.
Энох вернулся в Вест-Энд в 2018 году в постановке «Красный» в театре Уиндема с Альфредом Молиной в главной роли. Также в этом же году Альфред сыграл роль Энея в мини-сериале BBC One и Netflix «Падение Трои».
В следующем году Энох получил главную роль Джейми Маккейна в сериале Би-би-си «Доверься мне».
В 2020 году Энох вернулся в шестой сезон сериала «Как избежать наказания за убийство», но в роли взрослой версии Кристофера Кастильо, сына Уэса.
В 2021 году он сыграл Ромео в постановке «Ромео и Джульетта» в театре «Глобус» в Лондоне, а также сыграл Рэйча Селдона в научно-фантастическом сериале Apple TV+ «Основание».
В 2022 году Энох снялся в документальном выпуске «Гарри Поттер 20 лет спустя: Возвращение в Хогвартс».

## Фильмография
| Год       |     | Русское название                    | Оригинальное название                             | Роль                     |
| --------- | --- | ----------------------------------- | ------------------------------------------------- | ------------------------ |
| 2001      | ф   | Гарри Поттер и философский камень   | Harry Potter and the Philosopher's Stone          | Дин Томас                |
| 2002      | ф   | Гарри Поттер и тайная комната       | Harry Potter and the Chamber of Secrets           | Дин Томас                |
| 2004      | ф   | Гарри Поттер и узник Азкабана       | Harry Potter and the Prisoner of Azkaban          | Дин Томас                |
| 2005      | ф   | Гарри Поттер и Кубок огня           | Harry Potter and the Goblet of Fire               | Дин Томас                |
| 2007      | ф   | Гарри Поттер и Орден Феникса        | Harry Potter and the Order of the Phoenix         | Дин Томас                |
| 2007      | ки  | Гарри Поттер и Орден Феникса        | Harry Potter and the Order of the Phoenix         | Дин Томас                |
| 2009      | ф   | Гарри Поттер и Принц-полукровка     | Harry Potter and the Half-Blood Prince            | Дин Томас                |
| 2009      | ки  | Гарри Поттер и Принц-полукровка     | Harry Potter and the Half-Blood Prince            | Дин Томас                |
| 2010      | ки  | Гарри Поттер и Дары Смерти: Часть 1 | Harry Potter and the Deathly Hallows: Part I      | Дин Томас                |
| 2011      | ф   | Гарри Поттер и Дары Смерти: Часть 2 | Harry Potter and the Deathly Hallows:Part 2       | Дин Томас                |
| 2012—2014 | с   | Национальный театр                  | National Theatre Live                             | Тит Лартиус              |
| 2013      | с   | Убийство на пляже                   | Broadchurch                                       | Сэм Тейлор               |
| 2013      | с   | Маунт Плезант                       | Mount Pleasant                                    | Алекс                    |
| 2014      | с   | Шерлок                              | Sherlock                                          | Бейнбридж                |
| 2014—2020 | с   | Как избежать наказания за убийство  | How to Get Away with Murder                       | Уэс (53 серии)           |
| 2018      | с   | Падение Трои                        | Troy: Fall of a City                              | Эней (8 серий)           |
| 2019      | с   | Доверься мне                        | Trust Me                                          | Джейми Маккейн (4 серии) |
| 2020      | ф   | Распоряжение                        | Medida Provisória                                 | Антонио Родригес         |
| 2020      | ф   | Тигры                               | Tigers                                            | Райан                    |
| 2021—2023 | с   | Основание                           | Foundation                                        | Рейч Селдон (6 серий)    |
| 2022      | ф   | Это – Рождество                     | This Is Christmas                                 | Адам                     |
| 2022      | док | Возвращение в Хогвартс              | Harry Potter 20th Anniversary: Return to Hogwarts | в роли самого себя       |
| 2023      | ф   | Критик                              | The Critic                                        | Том Тоннер               |
| 2023      | с   | Пара по соседству                   | The Couple Next Door                              | Пит (6 серий)            |